# Mosquée de Dioulasso-Bâ
Die Moschee von Dioulasso-bâ ist eine Moschee, die im 19. Jahrhundert in Bobo-Dioulasso in Burkina Faso erbaut wurde.

## Geschichte
Die Moschee, die den Namen des Stadtviertels Dioulasso-bâ trägt, wurde um 1880 vom Imam Sanou Sakidi Gaoussou erbaut. Samory Touré soll dort während seines Aufenthalts in Bobo-Dioulasso gebetet haben, bevor er seinen Kampf gegen die Kolonialherren fortsetzte. Der Bau dauerte etwa zehn Jahre.
Eine andere Quelle datiert den Bau auf den Zeitraum von 1812 bis 1832 oder in die 1850er Jahre.
Im Jahr 1980 erhielt die Moschee einen Anbau, der für Frauen vorgesehen ist.
Das Ministerium für Kultur und Tourismus beschloss im August 2016 auf Anweisung des damaligen Ministers Tahirou Barry die Sanierung mit geschätzten Kosten von 500 Millionen CFA. Eine Spendengala im November des Jahres brachte 225.796.675 CFA ein. Das Kultusministerium steuerte 150 Millionen CFA bei.
Nach umfangreicher Renovierung wurde die Moschee im September 2019 wieder eröffnet.
Das große Minarett der Moschee stürzte am 8. August teilweise und bis zum 13. August 2021 dann vollständig ein. Im Januar 2022 kündigte die für Kultur zuständige Ministerin Valérie Rouamba/Ouédraogo den Wiederaufbau an.

## Beschreibung
Die Moschee von Dioulasso-bâ zeichnet sich durch ihren sudanesischen Baustil aus. Sie wurde aus Lehmziegeln mit einem rechteckigen Grundriss erbaut. Sie verfügt außerdem über zwei Minarette. Der Gebetsraum hat eine Größe von 1100 m². Das Dach wird von 42 Säulen in neun Reihen getragen und alle zehn bis fünfzehn Jahre wegen der Wasserschäden erneuert. Der alte Bau bietet 810 Personen Platz. Das im Jahr 2021 eingestürzte Hauptminarett umfasste fünf Stockwerke, das Nebenminarett vier.